# Wright Handybus
Wright Handybus — одноэтажный автобус, выпускаемый производителем автобусов из Северной Ирландии Wrightbus с 1990 по 1995 год.

## История

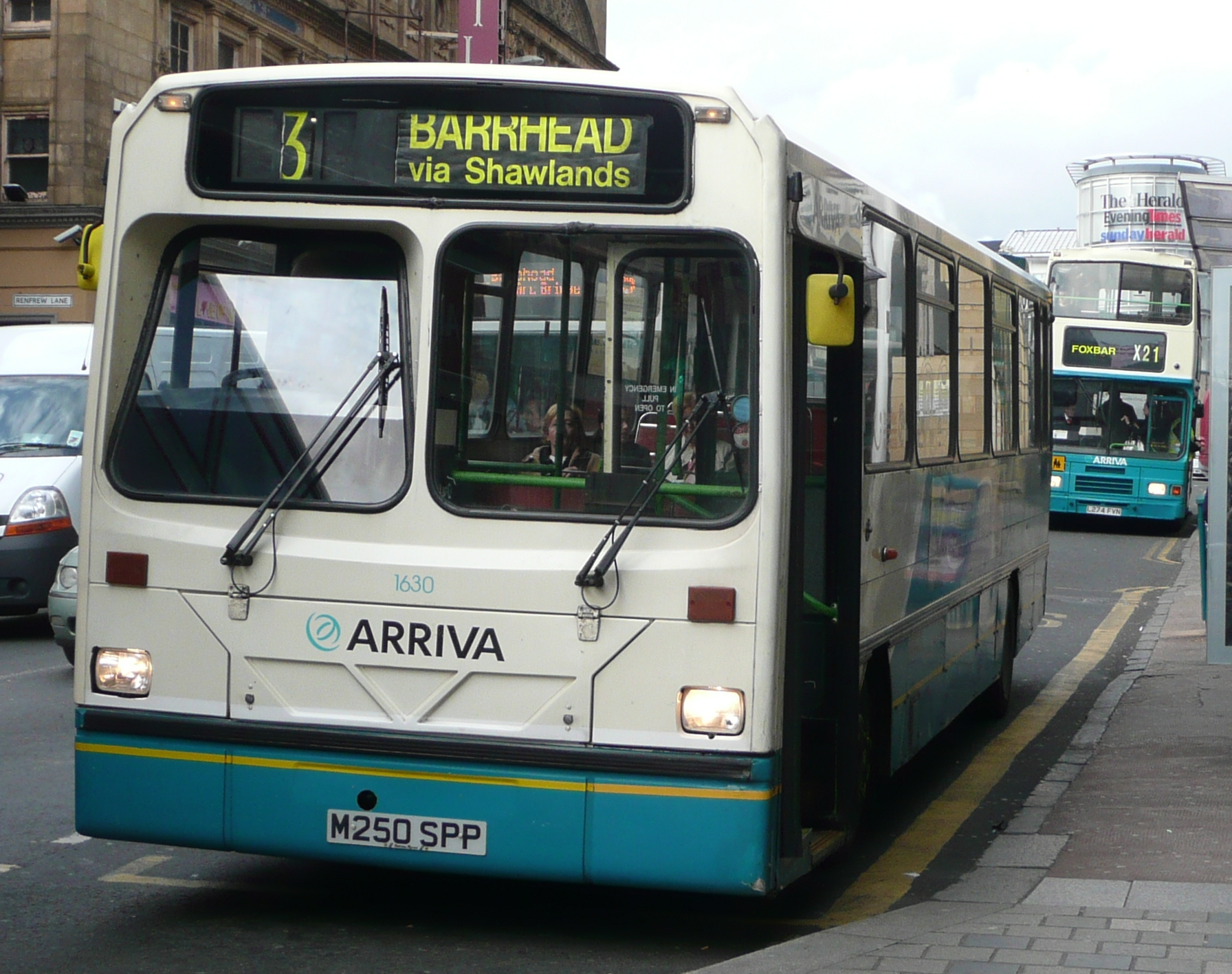
Wright Handybus на шасси Dennis Dart

Впервые автобус Wright Handybus был представлен в 1990 году. За его основу было взято шасси Dennis Dart.
В Лондоне эксплуатировалось около 200 единиц Wright Handybus.
Производство завершилось в 1995 году.